# Gryon
Gryon é uma comuna da Suíça, situada no distrito de Aigle, no cantão de Vaud. Tem 15,22 km² de área e sua população em 2018 foi estimada em 1.332 habitantes.